# Sjoerd Kremer
Sjoerd Kremer (1945) is een Nederlands politicus van de VVD.
In 1979 werd hij gemeenteraadslid in Assen en drie jaar later werd Kremer daar wethouder. In 1993 volgde zijn benoeming tot burgemeester van de Drentse gemeente Zuidwolde. Toen die gemeente in 1998 opging in de nieuwe gemeente De Wolden werd hij daarvan de burgemeester. In januari 2007 meldde het Dagblad van het Noorden dat hij in september van dat jaar met vervroegd met pensioen zou gaan hoewel er op dat bericht een embargo zat. Ondanks gezondheidsproblemen die zomer is Kremer zoals gepland op 1 september gestopt na precies 25 jaar een openbare functie bekleed te hebben.